# Гриднєв Віталій Никифорович
Гри́днєв Віта́лій Ники́форович (нар. 25 липня (7 серпня) 1908, Уварово Тамбовська область — 20 червня 1990, Київ) — український радянський науковець, спеціаліст в області фізичного металознавства, професор, академік АН УРСР (з 20 грудня 1967 року, член-кореспондент з 1957 року).

## Біографія
Народився 25 липня (7 серпня) 1908 року в селі Уваровому (нині місто Тамбовської області Росії). В 1930 році закінчив Північнокавказький металургійний інститут у Новочеркаську .
Трудова діяльність:
- у 1931—1941 роках працював у Дніпропетровському металургійному інституті, де в 1932—1933 роках був завідувачем кафедри термічної обробки металів;
- у 1941—1945 роках — у Центральній заводській лабораторії Магнітогорського металургійного комбінату;
- у 1945—1955 роках — у Київському політехнічному інституті, з 1948 року завідувач кафедри термічної обробки і фізики металів, у 1952–1955 роках його ректор;
- у 1955—1985 роках — директор Інституту металофізики АН УРСР.

У 1957—1961  і 1970—1982 роках — академік-секретар Відділення фізики і астрономії АН УРСР.
Помер 20 червня 1990 року. Похований у Києві на Байковому кладовищі.
Донька — відомий український фортепіанний педагог Наталія Гриднєва.
Онука — Олена Перелома, почесний доктор Інституту металофізики ім. Г. В. Курдюмова НАН України, володар багатьох наукових нагород, в тому числі премії НАН України імені Г. В. Курдюмова (2018).

## Наукова діяльність
Наукові праці присвячені теорії фазових перетворень у металах. Дослідив фізичні основи швидкісного термозміцнення сталей і сплавів. Праці:
- «Физические основы электротермического упрочнения стали.» Київ, 1973 (у співавторстві);
- «Прочность и пластичность холоднодеформированной стали.» Київ, 1974 (у співавторстві).

## Нагороди і визнання
- Лауреат Державної премії СРСР (1986)
- Двічі лауреат Державної премії УРСР (1974, 1981).,
- Лауреат премії АН УРСР імені К. Д. Синельникова (1988).
- Заслужений діяч науки і техніки УРСР (1982).

## Вшанування пам'яті
У Києві, на фасаді будівлі Інституту металофізики імені Г. В. Курдюмова НАН України по бульвару Академіка Вернадського, 36, Віталію Гріднєву встановлено бронзову меморіальну дошку.

Могила Віталія Гріднєва
Меморіальна дошка